# Chloephaga
A Chloephaga a lúdalakúak (Anseriformes) rendjébe, a récefélék (Anatidae) családjába, azon belül a tarkaludak (Tadorninae) alcsaládjába tartozó nem. Az ide tartozó fajok összefoglaló neve, piszecsőrű ludak.

## Rendszerezés
A nembe az alábbi 5 faj tartozik
- andoki lúd (Chloephaga melanoptera)
- Magellán-lúd (Chloephaga picta)
- szirti lúd (Chloephaga hybrida)
- szürkefejű lúd (Chloephaga poliocephala)
- rőtesfejű lúd (Chloephaga rubidiceps)